# Huczawa Bielska
Huczawa lub Huczawa Bielska (słow. Šumivý prameň, niem. Rauschquelle, węg. Zúgó-forrás) – duże wywierzysko w słowackich Tatrach Bielskich. Położone jest na wysokości ok. 880 m n.p.m. u wylotu Doliny Huczawy przy szlaku turystycznym zwanym Zbójnickim Chodnikiem. Dawniej biło ono z szumem, obecnie jest obudowane i stanowi ujęcie wody dla miejscowości Tatrzańska Kotlina. Na łączkach w okolicy Huczawy zatrzymywało się dawniej bydło pędzone na popas do Doliny Przednich Koperszadów.
Nazwa huczawa występuje w różnych miejscach w Tatrach, zarówno polskich, jak i słowackich. Pochodzi od słowa huczeć (słow. hučať). Jest to gwarowe określenie szumiących, huczących potoków.
Około 300 m na południowy zachód od Huczawy znajduje się na wysokości 895 m rozdroże szlaków turystycznych – Rozdroże przy Huczawie (Rázcestie Šumivý prameň).

## Szlaki turystyczne
Czasy przejść według cytowanej mapy.
  – niebieski (Zbójnicki Chodnik) od Tatrzańskiej Kotliny przez Rozdroże przy Huczawie do Kieżmarskich Żłobów.
- Czas przejścia od Tatrzańskiej Kotliny do rozdroża przy Huczawie: 45 min, z powrotem 35 min.
- Czas przejścia od Huczawy do Kieżmarskich Żłobów: 1 h, z powrotem 1 h.

  – zielony od Tatrzańskiej Kotliny do rozdroża przy Huczawie (jak szlak niebieski), potem skręca do Schroniska pod Szarotką. Czas przejścia całej trasy do schroniska: 2.30 h, ↓ 1.50 h